# Georg Brockmann

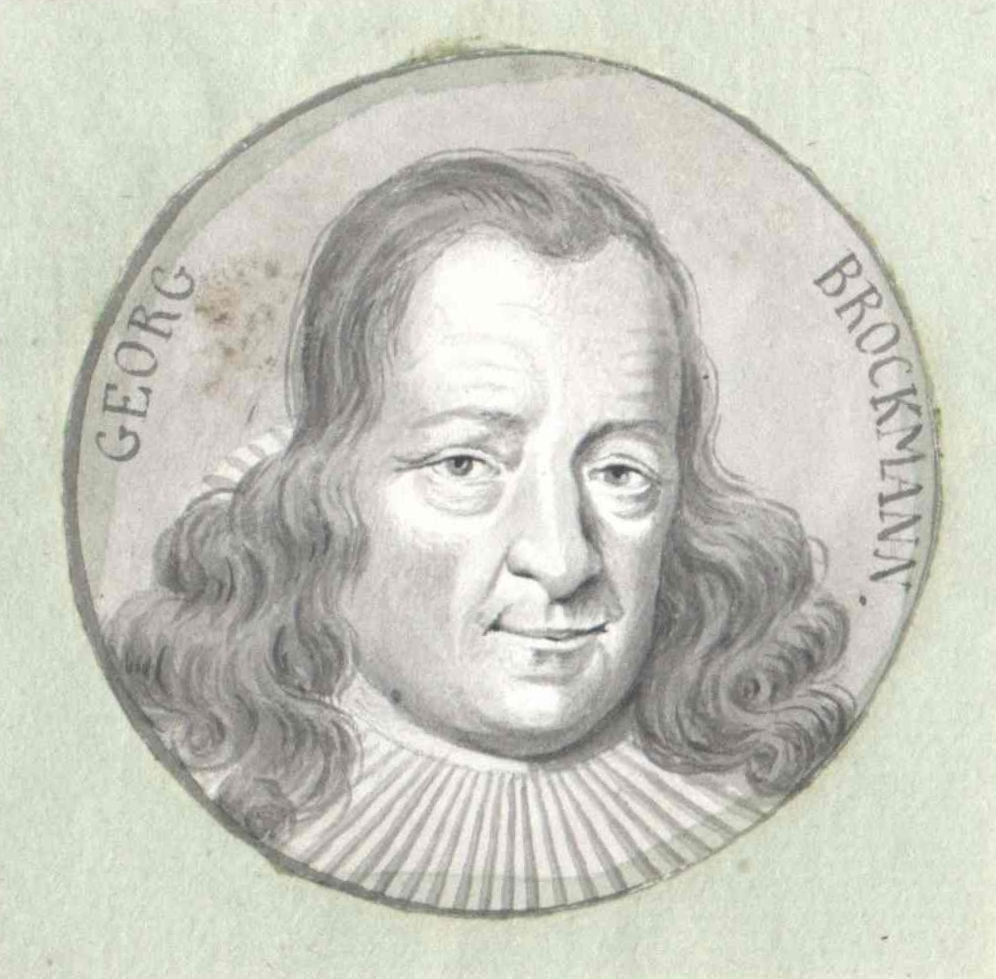
Georg Brockmann

Georg Brockmann (* 17. März 1723 in Greifswald; † 9. Dezember 1800 ebenda) war ein deutscher evangelisch-lutherischer Theologe.

## Leben
Georg Brockmann begann nach dem Besuch der Greifswalder Großen Ratsschule 1739 ein Studium an der Universität Greifswald. Zwei Jahre später wechselte er an die Universität Halle. 1748 wurde er in Greifswald zum Magister, später im gleichen Jahr zum Doktor der Philosophie promoviert und hielt dort auch Vorlesungen. 1749 berief ihn der Magistrat der Stadt zum Archidiakon (Zweiter Pastor) und Frühprediger an den Dom St. Nikolai.
Brockmann erwarb 1764 den Grad eines Bakkalaureus der Theologie. 1776 promovierte er zum Doktor der Theologie, nachdem er bereits 1775 das Pastorat an der St.-Marien-Kirche übernommen hatte. Mit der Pfarrstelle war eine ordentliche Professur an der Theologischen Fakultät der Universität verbunden. 1780 wurde er Assessor am geistlichen Konsistorium und verwaltete von 1788 bis 1790 das nach dem Tod von Bernhard Friedrich Quistorp vakante Amt des Generalsuperintendenten von Schwedisch-Pommern. In den Jahren 1780 und 1790 war er Rektor der Universität.

## Schriften (Auswahl)
Georg Brockmann verfasste zahlreiche theologische Schriften. Daneben veröffentlichte er auch mehrere Text zur Geschichte Pommerns.
- Über die Original-Ausgabe der Augspurgischen Confession : wider Webers Ehrenrettung Melanchthons. Greifswald 1782.
- Vom bischöflichen Official zu Greifswald. Röse, Greifswald 1784.
- Henrici Rubenowii oratio anno 1460 recitata cum Hermannum Slupwachter iuris canonici doctorem renunciaret : ex manuscripto. Röse, Greifswald 1793. (als Herausgeber)
- Antiquam Pomeranorum de liturgia doctrinam et praxim ... (Progr. propter Jubilaeum Upsal. celebrandum). Röse, Greifswald 1793.